# IC 3754
IC 3754 је спирална галаксија у сазвјежђу Дјевица која се налази на листи објеката дубоког неба у Индекс каталогу.
Деклинација објекта је + 8° 20' 57" а ректасцензија 12h 46m 15,6s. Привидна величина (магнитуда) објекта IC 3754 износи 13,7 а фотографска магнитуда 14,5. IC 3754 је још познат и под ознакама UGC 7937, MCG 2-33-13, CGCG 71-34, VCC 2036, PGC 43074.